# Qiao
Qiao (xinès tradicional: 橋, xinès simplificat: 桥, pinyin: Qiáo, literalment 'pont') és una pel·lícula bèl·lica xinesa feta poc després de la revolució comunista, considerada la primera producció en finalitzar-se des de la proclamació de la República Popular. Tot i això, es va estrenar l'agost del 1949. La pel·lícula tracta alguns dels temes que dominarien el cinema socialista de l'època posterior, incloent la glorificació del treballador i la conversió de l'intel·lectual al comunisme.
La trama tracta dels esforços d'un grup de treballadors a l'hora d'alçar un pont per a permetre que l'Exèrcit Popular d'Alliberament el puga creuar durant la Guerra Civil Xinesa.